# Économie de la Finlande

Évolution du PIB par habitant en Europe du Nord depuis 1950 (De haut en bas : Norvège, Danemark, Suède, Islande et Finlande).

La Finlande a une économie de libre marché hautement industrialisée basée sur d'abondantes ressources forestières, des investissements en capitaux et sur la technologie. Traditionnellement, la Finlande a été un importateur net de capital pour financer la croissance industrielle. Dans les années 1980, le taux de croissance économique de la Finlande fut un des plus élevés des pays industrialisés avec un niveau par habitant environ égal à celui de la France, du Royaume-Uni, de l'Allemagne, de la Suède et de l'Italie.
Le secteur économique clé de la Finlande est l'industrie ; principalement le bois, les métaux, l'ingénierie, les télécommunications et l'industrie électronique. Les secteurs des télécommunications et de l'électronique sont aujourd'hui les plus grands exportateurs. Les échanges sont importants pour la Finlande ; ils représentent un tiers du PIB. Excepté pour le bois et différents minéraux, la Finlande dépend des importations de matières premières, d'énergie, et de certains éléments constituants les biens manufacturés. 
À cause du climat, le développement de l'agriculture est limité à la maintenance de l'autosuffisance dans des produits de base. Les ressources forestières, une part importante de l'exportation, fournissent une occupation secondaire pour la population rurale, bien que cette importance ait décliné ces dernières années. Les chênes, très nombreux dans la partie la plus méridionale, cèdent vite la place vers le nord aux résineux (53 % de pins et 28 % d'épicéas) et aux bouleaux (20 %). C'est sur ce gisement de matière première que s'est développée l'industrie du pays.

## Les technologies de l'information et de la communication (TIC)

### 1990-1994, la crise économique
À la fin des années 1980 la Finlande, relativement dépendante du commerce avec l’Union soviétique, n’a pas encore intégré les principes de l’économie de marché. Or, l’effondrement de l’URSS et la baisse des importations de l’Europe de l’Ouest entraînent l’augmentation du taux de change du mark finlandais ainsi qu’une baisse de la compétitivité sur les marchés internationaux. La libéralisation de l’économie qui suit entraîne, notamment, l’augmentation de la concurrence entre les banques qui accordent plus de crédits, ce qui conduit à un profond endettement des ménages. En parallèle avec la crise bancaire, le taux de chômage augmente considérablement et en 1993 plus d’un demi-million de Finlandais est au chômage. Ainsi, à la crise bancaire s’ajoutant le coût du chômage, l’État s’endette aussi : toujours en 1993, l’endettement de ce dernier s’élève à 40 % du budget de l’État.
Dans ce contexte difficile, l’intervention de l’État Finlandais afin de sortir de la crise va modifier l’orientation de l’économie du pays, jusqu’alors principalement caractérisée par le secteur de la sylviculture, vers l’industrie des TIC. Cette dernière va devenir un levier essentiel  de la croissance économique nationale et va permettre à la Finlande de s’insérer durablement dans le système d’économie de marché. Selon le rapport économique de l’OCDE 1999-2000, l’industrie des TIC, caractérisée par l’importance des gains de productivité, a contribué à l’augmentation de 0,75 point par an de la croissance du PIB entre 1995 et 1999 et de 1,25 point en 1999, dont un point est attribuable à l’entreprise de télécommunication finlandaise Nokia. 

### Investissements
Cette restructuration du secteur économique de la Finlande est rendue possible grâce à des choix mis en pratique très tôt. Dès les années 1990, ce pays choisit de créer un environnement favorable à l’innovation grâce à l’amélioration des infrastructures disponibles et d’investissements massifs dirigés vers les secteurs de la recherche. Afin d’assurer l’efficacité de ces investissements, des stratégies d’aménagement du territoire sont mises en place. Les centres de recherche et de développement (R&D) sont alors concentrés dans un nombre limité de centres afin de concentrer les connaissances disponibles d’un secteur économique particulier sur un territoire privilégié mais aussi de faciliter la circulation de cette dernière, notamment vers les entreprises locales. L’implication des entreprises locales est en effet importante car elles sont un élément essentiel du renforcement des stratégies d’innovation et des investissements privés. Ainsi Helsinki, important centre métropolitain de la R&D en Europe avec l’Île-de-France ou Stuttgart, réalise 86 % de la R&D nationale. En 2000, la Finlande possède la plus forte intensité dans le domaine de la R&D de l’OCDE.
Ensuite, le gouvernement Finlandais fait le choix d’orienter son système éducatif vers les métiers de l’ingénierie, ce qui permet la formation d’une main-d’œuvre qualifiée capable de s’adapter rapidement aux évolutions par ailleurs particulièrement importantes des nouvelles technologies. Ainsi, si la Finlande a une très forte intensité dans la R&D, elle accorde aussi une importance accrue au capital humain : en 2000, parmi les pays de l’OCDE, la Finlande possédait le plus fort taux de professionnels de la recherche par rapport à sa population active, soit 3,22 %. Ceci s’explique notamment par l’importance donnée à la recherche par les entreprises : par exemple, un tiers des salariés employés par l’entreprise Nokia travaillent dans la R&D.

### Les TIC dans la société finlandaise
Selon les études économiques de l'OCDE, la Finlande « a le taux de pénétration le plus élevé en ce qui concerne les ordinateurs personnels (PC), les téléphones mobiles et les connexions à l’internet ». Par ailleurs, concernant Internet et le haut-débit, six pays, à savoir la Suède, la Finlande, les Pays-Bas, le Danemark, la Belgique et le Royaume-Uni « enregistrent des taux de pénétration des connexions à haut débit plus élevés qu'aux États-Unis et au Japon ». L’intégration des TIC s’est réalisée dans de nombreuses sphères de la société aussi bien dans la vie quotidienne avec par exemple de « nombreux points d’accès aux TIC réservés au public », ce qui entraîne un changement relativement général des comportements, que dans les domaines financier et bancaire.
Les secteurs financier et bancaire sont ainsi les premiers à s’être adaptés significativement aux évolutions que propose le développement des TIC. Selon les études économiques de l’OCDE, en 2000, 85 % des entreprises utilisent internet pour la gestion des opérations bancaires, ainsi qu’un quart de la population adulte. Un effet particulièrement visible de ce changement est la baisse précoce en Finlande du nombre de guichets automatiques de banque. L’introduction des TIC dans ces secteurs a permis la baisse considérable des coûts mais aussi la hausse du chômage dès 1990. Ainsi, l’intégration progressive des TIC dans l’économie de la Finlande a des implications complexes puisqu’elle a aussi contribué à la crise des années 1990.

### Positionnement mondial
En raison du vieillissement général de la population européenne entraînant une baisse de la quantité de main d’œuvre disponible et, finalement, une baisse de la compétitivité sur les marchés mondiaux, l’innovation est devenue un enjeu important pour l'ensemble de l’Union européenne. En 2000, la stratégie de Lisbonne a pour but de relancer cette compétitivité dans les secteurs à fortes intensités technologique et scientifique. Ainsi, afin de relancer les efforts en R&D, les États doivent consacrer 3 % de leur PIB à la R&D entre 2000 et 2012. En 2011, aucun pays membre de l’UE n’a atteint ce seuil mis à part la Suède (3,7 %) et la Finlande (3,4 %) ; la moyenne de l’UE de la part du PIB consacrée à la R&D est de 1,9 % contre 2,8 % aux États-Unis. Ainsi, en raison de la variabilité des efforts nationaux, une géographie de la R&D se dessine avec un Nord européen plus innovant. C’est cette géographie de la R&D qui est mise en avant avec l’indice Networked Readiness Index NRI du forum economique mondial.
Il n’est pas étonnant de remarquer que dans les études à l’échelle européenne mais aussi mondiale, c’est l’ensemble des pays nordiques qui est souvent évoqué lorsque l’on étudie la maîtrise et l’efficacité de l’utilisation des TIC. La Suède en particulier est classée au premier rang selon le NRI depuis 2009. Selon the Global Information Technology Report de 2010, « dans ce pays, plus que nulle part ailleurs, la pratique des TIC améliore l’accès aux services de base et permet l’apparition de nouveaux modèles d’organisation, de production etc ». Avec le Danemark, la Norvège et l’Islande, cet ensemble de pays qui partage le même dynamisme a comme point commun un environnement favorable à l’innovation.
À l’échelle mondiale, avec le développement de nouvelles technologies la Finlande a considérablement accentué son profil de pays exportateur (notamment en service d’équipement). Ainsi, la Finlande a pu s’affirmer sur le marché mondial et redynamiser son économie non seulement grâce à la hausse des gains de productivité mais aussi à l’augmentation de ses exportations. Les TIC ont facilité l’intégration de la Finlande sur le marché mondial d’autant plus qu’elle est vite considérée comme un producteur de premier plan dans le domaine des TIC. L’entreprise Nokia a un rôle considérable dans le renforcement de cet aspect.
La Finlande est très dépendante de la Russie. En 2008, celle-ci représentait 11,6 % du total des exportations finlandaises. La Finlande est en outre très dépendante de l'approvisionnement en gaz russe.
Chaque année, le tourisme des Russes rapporte en moyenne 1,2 milliard d'euros à l'économie finlandaise
La Finlande est le troisième pays producteur de fourrure au monde, essentiellement de renards.

### Évolutions récentes
En 2013, la Finlande, l'un des quatre pays de la zone euro encore classé AAA par l'agence Standard & Poor's, entre en récession, avec une croissance prévue à 0,6 % pour l'année suivante. Outre la conjoncture économique, le pays, dépendant de ses exportations, est confronté selon la banque centrale finlandaise « à une restructuration industrielle, une hausse des coûts nationaux et au vieillissement de la population ». Le rachat de l'ancien leader de la téléphonie Nokia par Microsoft a par ailleurs eu une valeur symbolique. Le taux de chômage s'élève alors à 8,1 %, contre 7,7 % en 2012. La Finlande est alors décrite comme le « pays malade » de la Scandinavie.
En outre, le pays subit sa troisième année de déficit commercial consécutive.
En août 2014, à la suite de l'entrée en vigueur de sanctions européennes contre la Russie, le Premier ministre Alexander Stubb déclare que l'économie finlandaise, très dépendante de la Russie, pourrait subir une crise économique. Il déclare également qu'il pourrait demander une compensation de l'Union européenne si les sanctions européennes affectaient la Finlande de façon disproportionnée.
En juin 2016, le gouvernement de Juha Sipilä (Parti du centre) modifie le code du travail pour accroitre la compétitivité des entreprises. Les salaires des fonctionnaires sont réduits pendant les jours de congés, les heures supplémentaires et le travail dominical seront moins payés et les cotisations sociales des salariés sont augmentées. En revanche, les cotisations patronales sont réduites.
La dette publique de la Finlande, qui avait atteint un point bas à 40,3 % du PIB en 2008, est ensuite remontée jusqu'à atteindre 87,2 % du PIB en 2020, avant de légèrement redescendre à 82,1 % du PIB en 2021. Le taux de chômage, qui avait atteint un point haut en 2015 à 9,46 % de la population active, redescend à 6,74 % en 2019. En 2021, il s'établit à 7,67 %.